# Chincoteague (Virginia)
Chincoteague is een plaats (town) in de Amerikaanse staat Virginia, en valt bestuurlijk gezien onder Accomack County. Chincoteague ligt op Chincoteague Island aan de oostkust van het schiereiland Delmarva. De naam Chincoteague is ontleend aan het Algonkisch; de Algonkin is het inheemse volk dat in dit gebied woonde vóór de Europese kolonisatie.

## Demografie
Bij de volkstelling in 2000 werd het aantal inwoners vastgesteld op 4317.
In 2006 is het aantal inwoners door het United States Census Bureau geschat op 4372, een stijging van 55 (1,3%).

## Geografie
Volgens het United States Census Bureau beslaat de plaats een oppervlakte van
96,0 km², waarvan 24,9 km² land en 71,1 km² water.

## Plaatsen in de nabije omgeving
De onderstaande figuur toont nabijgelegen plaatsen in een straal van 28 km rond Chincoteague.
Chincoteague Island ligt net ten noorden van Wallops Island, waar zich de Wallops Flight Facility van de NASA en de commerciële Mid-Atlantic Regional Spaceport bevinden.